# 林智琳
林智琳（Lim Jee Lynn，1997年9月25日—），馬來西亞女子羽毛球運動員。

## 簡歷
2016年11月，林智琳與鍾慧琪合作出戰印度羽毛球國際系列賽女子雙打項目，在決賽中以1-3的成績（6-11、7-11、11-6、11-7）不敵隊友吳玥青/林秋仙組合，屈居亞軍。

## 主要比賽成績
只列出曾進入準決賽的國際賽事成績：
| 年份   | 賽事                 | 公開賽級別 | 項目     | 搭檔   | 成績 |
| ------ | -------------------- | ---------- | -------- | ------ | ---- |
| 2016年 | 印度羽毛球國際系列賽 | 國際系列賽 | 女子雙打 | 鍾慧琪 | 亞軍 |
| 2017年 | 印度羽毛球國際系列賽 | 國際系列賽 | 女子雙打 | 葉真   | 亞軍 |

| 2007-2017年 | 首要超級賽 | 超級賽 | 黃金大獎賽 | 大獎賽 | 國際挑戰賽 | 國際系列賽 | 未來系列賽 | 其他 |

| 2018-2026年 | 總決賽 | 超級1000賽 | 超級750賽 | 超級500賽 | 超級300賽 | 超級100賽 | 國際挑戰賽 | 國際系列賽 | 未來系列賽 | 其他 |